# Junta de la Sierra de Santiago de Lóquiz

Sierra de Santiago de Lóquiz. En rojo, facería nº 25. Santiago de Lóquiz; en verde, facería nº 26

La Junta de la Sierra de Santiago de Lóquiz está formada por los pueblos de Améscoa Alta (Larraona, Aranarache y Eulate), Améscoa Baja (Ecala, San Martín, Zudaire, Baríndano, Baquedano, Gollano y Artaza), Valle de Allín (Galdeano, Muneta y Aramendia), Distrito de Metaute (Ganuza, Ollabarren, Ollogoyen y Metaute), Valle de Ega (Murieta, Mendiliberri y Ancín); y del Valle de Lana (Viloria, Ulibarri, Narcué, Gastiáin y Galbarra).
La Junta es titular de la facería nº 25, la Sierra de Santiago de Lóquiz, de una extensión de 3.372 ha; y de la facería nº 26, de 256 ha, a la que tiene también derecho de goce de hierbas la villa de Contrasta (concejo del valle Arana, en Álava). Además,  entre el 29 de septiembre (día de san Miguel) y el 6 de diciembre (san Nicolás); la mancomunidad tiene también derecho de pastos sobre una porción de los montes comunales de los pueblos congozantes, denominados Limitaciones de Lóquiz.
Sin formar parte de la Mancomunidad, los pueblos de Legaria, Oco y Etayo, tienen derecho a los aprovechamientos de una zona de la Sierra de Santiago de Lóquiz, denominada Sarza (en euskera, Sartza) la Baja.

## La facería de Santiago de Lóquiz
Los pueblos que forman la mancomunidad de Santiago de Lóquiz son congozantes de dos facerías:  
- La facería n.º 25  de la Sierra de Santiago de Lóquiz, tiene una extensión de 3.372,27 ha y ocupa una gran parte de la Sierra de ese nombre. incluyendo tres zonas contiguas:  1) una banda relativamente estrecha al norte que se extiende de este a oeste, dejando la Améscoa Alta al norte y al sur el valle de Lana; 2) otra zona que se sitúa al oeste de esa primera zona, extendiéndose hacia el sur, dejando al oeste el valle de Lana y al este la Améscoa Baja y el Valle de Allín; 3), por último, otra zona de menor dimensión al noreste del resto de la facería al que se une por un espacio, a modo de istmo de unos 25 m de ancho. En la parte sur de la segunda zona, pero dentro de ella, se sitúa el paraje de la Sarza (o Sartza) la Baja, en la que tienen derecho de pastos los pueblos de Lecaria, Oco y Etayo,[1]  Esta facería nº 25 queda ampliada, entre el 29 de septiembre (día de san Miguel) al 6 de diciembre (san Nicolás), por los comunales de los pueblos que la rodean, en lo que se denomina, las Limitaciones de Lóquiz[2]

- La facería nº 26, con una extensión de 2,75 ha, se sitúa al oeste de la Sierra de Santiago de Lóquiz, de ella son congozantes[c] los pueblos de la Junta de Santiago de Lóquiz u  y la villa de Contrasta (Álava).[1]

El conjunto de ambas facerías componen el núcleo central del Lugar de Interés Natural de la  Sierra de Santiago de Lóquiz.

## Historia
La existencia de la Junta queda documentada por una sentencia compromisal, denominada Apeo General y Limitaciones de la Sierra de Santiago de Lóquiz, realizado el 4 de marzo de 1357, en el que constan ya los veinticinco pueblos congozantes; la sentencia fue ratificada en 1542, y se conserva en el archivo del Ayuntamiento de  Améscoa Baja, en Zudaire. Tal como recoge el apeo, el gozo en común no es algo nuevo, que se inicie en ese momento, la novedad consiste en su reflejo documental para evitar las contiendas y discusiones que ese goce venía produciendo.
El apeo delimita la zona en común de esos veinticinco pueblos distinguiéndola del comunal de cada uno de ellos; hechas esas limitaciones en la zona así delimitada todos los pueblos tienes derecho talar árboles, recoger el fruto, yerbas y aguas. Se establece que cada una de las cinco comarcas en las que se distribuyen los pueblos congozantes, pondrán un costiero o guarda para los montes. y se instituye una Junta para la administración de Lóquiz, formada por dos representantes de cada una de las cinco comarcas; de ahí el nombre de dieces con que se conocieron los miembros de la Junta.
En 1587 se acordó una «reformación» del modo en que los vecinos gozarían de la Sierra, una reglamentación que con pocos cambios estuvo vigente hasta el siglo XIX. Aunque no se dispone de la escritura original, que debía estar datada el 6 de octubre de ese año, se conserva una transcripción del 7 de junio de 1756, aportada a un pleito en que estuvo envuelta la Junta. La nueva reglamentación mantiene la composición de la Junta de los dieces, y la existencia de los cinco guardas; incluye sin embargo algunas novedades, entre ellas un cuerpo de diez contadores, que posiblemente ya sea había introducido años antes en el funcionamiento de la Junta. La reformación regula además las elecciones de los dieces, de modo que la junta de cada valle elija anualmente, el domingo anterior a san Miguel, los dos dieces que le corresponden, nombrándolos por turno de los pueblos del valla; en la elección no participan ni los dieces salientes, ni el pueblo al que debía pertenecer cada uno de los nuevos dieces. Del mismo modo se eligen los contadores, que actúan como auditores de las cuentas. La reformación ponía límite a los gastos que podía hace la junta en los abundantes pleitos que se entablaban, y regula con cierto detalle el modo en que los vecinos de los pueblos congozantes podían hacer uso de los derechos de corta de arbolado, y aprovechamiento de pastos.
El derecho de la villa de Contrasta, de Álava al disfrute, junto con los veinticinco congozantes navarros, de una zona al oeste de la Sierra de Santiago de Lóquiz, fue reconocida por sentencia arbitral el 13 de febrero de 1540, en ella, además, se obligaba a la Junta a indemnizar a la villa alavesa, posiblemente por haberse opuesto a ese disfrute. El resultado de la venta del arbolado de la facería viene repartiéndose entre Contrasta y la Junta de Santiago de Lóquiz, mientras que el derecho de las hierbas es común para unos y otros. También en el siglo XVI quedó confirmado por varias sentencias judiciales los derechos de los vecinos de Legaria, Oco y Etayo (los tres del valle de Allín) al usufructo de Sarza la Baja, en la parte meridional de la Sierra de Santiago de Lóquiz; pero sin que eso supusiese su integración en la mancomunidad.
| Valles | Municipios              | Pueblos con representantes en la Junta                             |
| --- | ----------------------- | ------------------------------------------------------------------ |
| Améscoa Alta | Larraona (1)            | Larraona                                                           |
| Améscoa Alta | Aranarache (2)          | Aranarache                                                         |
| Améscoa Alta | Eulate (3)              | Eulate                                                             |
| Améscoa Baja | Améscoa Baja (4)        | Ecala, San Martín, Zudaire, Baríndano, Baquedano, Gollano y Artaza |
| Valle de Allín | Allín (5)               | Galdeano, Muneta y Aramendia                                       |
| Valle de Allín | Distrito de Metaute (6) | Ganuza, Ollabarren, Ollogoyen y Metaute                            |
| Valle de Ega | Murieta (7)             | Murieta                                                            |
| Valle de Ega | Ancín (8)               | Ancín y Mendiliberri                                               |
| Valle de Lana | Lana (9)                | Viloria, Ulibarri, Narcué, Gastiáin y Galbarra.                    |
| Legaria (A), Oco (B) y Etayo (C) -los tres del valle de Ega- no participan en la Junta, pero tienen derechos a los aprovechamiento de Sarza la Baja, no del resto de la Sierra |                         |                                                                    |

## Junta de la Sierra
Hasta el siglo XIX, tal como recoge el Diccionario de Madoz, el gobierno de la Mancomunidad correspondía a la Junta de los Dieces, en cuya presidencia, en virtud de una escritura de transacción, se turnaban anualmente los alcaldes de Eulate y del valle de Lana. En 1895 se aprueban las primeras Ordenanzas para la administración de la Sierra, en ellas se reduce el número de miembros de la Junta que pasa de diez a cinco, uno por cada uno de los valles. que ejercen su cargo por dos años, renovándose dos al transcurrir un año, y otros tres al siguiente; los representantes los eligen los ayuntamientos de cada valle, excepto el del valle de Allín que lo realizan los alcaldes de barrio junto con el mayor contribuyente de cada pueblo; la presidencia rota cada año entre los representantes de los valles. La Junta cuenta también con cinco comisionados para asuntos económicos, uno por cada valle, elegidos del mismo modo que los miembros de la Junta. La Junta nombra también a un secretario, un depositario, un guarda y un ermitaño, encargado este del cuidado de la basílica de Santiago de Lóquiz. La Junta celebra cinco sesiones ordinarias en la ermita de Santiago de Lóquiz, los días 22 de enero, 22 de abril, 25 de julio, 29 de septiembre y 28 de octubre.
Las Ordenanzas de 1895 preveían su revisión y posible modificación cada cinco años; los cambios que se realizaron fueron menores hasta 1936, pues ese año se modifica la composición de la Junta que pasa a estar compuesta por 25 miembros, uno por cada uno de los pueblos congozantes, que son elegidos por los respectivos pueblos reunidos en concejo, también en el caso de que el pueblo disponga de Ayuntamiento o Junta concejil; estas elecciones se hacen antes del día san Miguel, fecha en la que se constituye la Junta y en el que, bajo la presidencia del representante de mayor edad, se procede a  la elección del presidente; ésta elección puede recaer en cualquier vecino que reúna méritos extraordinarios, y en este caso la Junta pasa a tener 26 miembros. Se reduce el número de sesiones ordinarias de la Junta que pasan a ser solo cuatro, unificándose en la que se celebrará el 15 de febrero, las previstas antes par enero y abril. En una modificación de las Ordenanzas aprobada en 1943 se preveía que la Junta tuviese 28 miembros, incluyendo representantes de Legaria, Oco y Etayo, aunque estos solo interviniesen en los asuntos referentes a Sarza la Baja. Sin embargo, esa novedad no fue aceptada, y se eliminó en las ordenanzas de 1946.
Desde esa revisión de la ordenanzas, las modificaciones introducidas, en lo que respecta a la composición de la Junta, son de carácter menor. En las ordenanzas de 1961 se establece que las sesiones de la Junta de febrero y octubre se celebren en la Casa-Ayuntamiento de Estella, manteniéndose las de julio y septiembre en la ermita. En 2020 se modifica los mandatos de los representantes de cada población y del presidente de la Junta, haciendo que se correspondan con los previstos en la legislación para los miembros de los Ayuntamientos y Concejos; y se prevén dos sesiones ordinarias de la Junta, una en febrero, que se celebrará en el salón de plenos del Ayuntamiento o Concejo que ejerza la secretaría de la Junta; y otra en septiembre, en la ermita de Santiago.

## Ermita de Santiago de Lóquiz

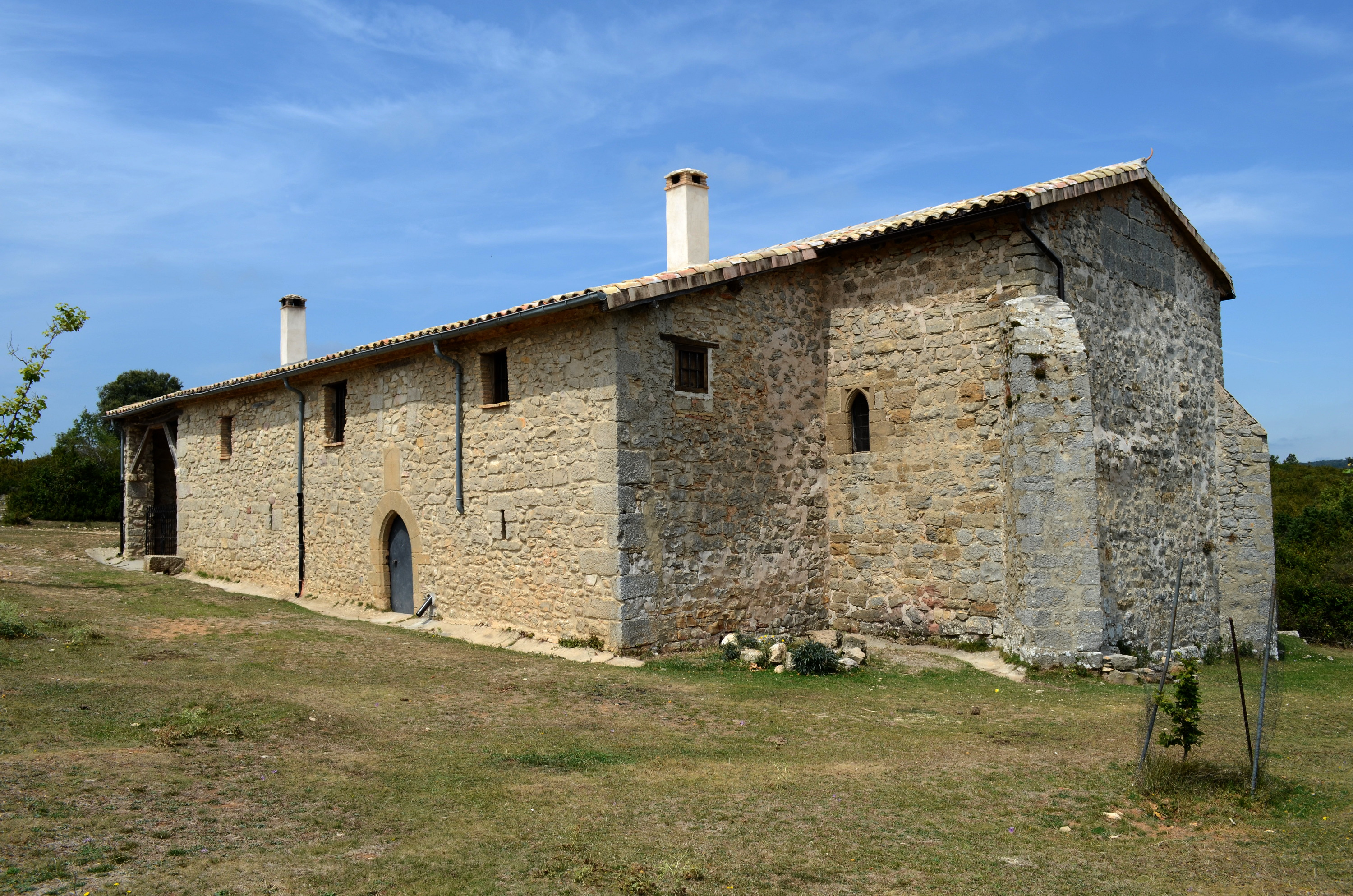
Basílica de Santiago de Lóquiz

Desde tiempo inmemorial la Junta de la Sierra ha venido teniendo sus reuniones en una ermita situada en la misma sierra, cerca de Ganuza, el primer cuaderno de cuentas que se conserva, correspondiente a 1614, utiliza como encabezamento: «en una de las casas de la ermita de San Cucufat de la Universidad de la Sierra de Santiago de Lóquiz». Posteriormente, como muestran otros documentos conservados, el lugar en que se celebran las sesiones pasa a denominase ermita de Santiago de Lóquiz, posiblemente porque en la fiesta de Santiago comenzó a celebrarse una de las sesiones de la Junta. De hecho en 1630 una sentencia del Tribunal Episcopal se refiere a una manda testamentaria para celebrar unas misas en Santiago de Lóquiz. Ese título de la ermita o básilica se aplica después a la misma sierra que, en el libro de cuentas de 1822, se denomina Sierra de Santiago de Lóquiz. 
En todo caso, la ahora llamada ermita de Santiago, coincide sustancialmente con aquella ermita de San Cucufat, pues sus características arquitectónicas permiten datarla a comienzos del siglo XII, aunque la cubierta sea de finales de ese siglo, o comienzos del XIV, y haya varios añadidos posteriores que, posiblemente sustituyen a otros anteriores que, entre otros destinos, incluiría la vivienda del ermitaño. Actualmente al sur de la nave se sitúa una construcción de dos plantas donde se alojan la sala de juntas, almacenes, el atrio de la ermita, y una zona abierta a modo de porche, con un fogón.
Hasta las Ordenanzas de 1895, la Junta celebraba 3 sesiones ordinarias en la ermita. A partir de ese año se añaden dos sesiones ordinarias más, reuniéndose en la ermita los días 22 de enero, 22 de abril, el día de Santiago (25 de julio), el día de san Miguel (29 de septiembre) y el 28 de octubre. En estos tres últimos días el párroco de Ganuza celebra una misa en la ermita. En 1936 hay una modificación en las ordenanzas que, entre otras cuestiones, reduce a cuatro las sesiones de la Junta, sustituyendo las previstas en enero y abril, por una que se celebra el 15 de febrero.
La nuevas ordenanzas aprobadas en 1961, mantienen las cuatro sesiones de la Junta, pero prevé o que las de febrero y octubre se celebren en la Casa-Ayuntamiento de Estella, manteniendo las otras dos, de julio y septiembre en la ermita. En el año 2000 se introducen algunas modificaciones en las ordenanzas y, entre ellas, se reducen a dos el número sesiones ordinarias: el último sábado de febrero y septiembre, la primera se celebrará en el Ayuntamiento que ejerza la secretaría de la Junta, la de septiembre, que ya no es el día de san Miguel, en la ermita, manteniendo la celebración de la misa acostumbrada. El quince de septiembre de 2021 la Junta aprueba la modificación del art. 21 de las Ordenanzas, estableciendo que la sesión ordinaria de febrero se celebrará por turno cada año en uno de los valles, en el lugar que para cada ocasión acuerden los junteros de ese valle.
La ermita conservó tradicionalmente la documentación de la Junta, pero actualmente se conservan en la Casa-Ayuntamiento de Améscoa Baja, en Zudaire.

## Derechos de los congozantes
Disfrutan de los derechos del uso y usufructo de la Sierra, en las condiciones que establecen las Ordenanzas, todos los vecinos de los pueblos congozantes; hasta 1851, se distinguían entre los vecinos establecidos y los residentes, sin que estos últimos tuviese derecho al goce de la Sierra, pero el 24 de enero de 1851 la Diputación expide una circular, mandando que unos y otros se consideren vecinos, sin distinción alguna.
Las Ordenanzas regulan con detalle como se ejercen estos derechos, prevé multas para los infractores de lo que en ellas se establece, y regular las facultades de la Junta para administrar la Sierra, Entre estas facultades está el acotamiento de terrenos en que se prohíbe determinados aprovechamientos; se encarga también de ordenar podas, entresacas y limpiar para mejor aprovechamiento de la sierra. Una vez cerrado el presupuesto, repartirá entre los veinticinco pueblos congozantes el remanente para fondos concejiles o municipales (arts. 27-37).

### Derecho de gozar de las hierbas
Para el disfrute de las hierbas los vecinos han de manifestar los ganados de su propiedad  que van a subir a la sierra, considerando dos periodos distintos: para las hierbas de verano deberán comunicarlo antes del primero de mayo, y para las hierbas de invierno, antes del primero de noviembre. La Ordenanzas fijan el canon que deben pagar los vecinos por el ganado que suban, distinguiendo si se trata de ganado mayor o menor, para las hierbas de verano o de invierno; se fija un máximo de 150 cabezas de ganado menor, de modo que si un vecino quiere subir un mayor número, la Junta pagará a la Diputación el 10% del canon correspondiente a ese exceso. El canon de los vecinos de los pueblos que solo tienen derecho a las hierbas de la Sarza la Mayor, es algo menor que el de los pueblos que pueden gozar de toda la sierra. La Junta examinan en las sesiones correspondientes los roldes de manifiesto de ganado  para el verano y el invierno. Pueden también acotar los terrenos en los que en ese periodo no pueden pastar el ganado (arts. 47 al 57 de las Ordenanzas)

### De la leña civil
Durante el mes de septiembre los vecinos congozantes pueden extraer la llamada lena civil qu incluye la leña muerta o seca que se perdería si no se aprovecha. Pero no es leña civil y se prohíbe la corta o extracción de árboles de roble, encina, haya, chaparrales o monte bajo, o tocones de los árboles mientras muestren verdor. Tampoco la leña rasgada por los vientos o temporales, esta será subastada por la Junta, salvo que considere que no merece la pena subatarla y atorice a los vecinos que la tomen (arts. 58-60).

### Otros aprovechamientos
Los vecinos pueden recoger los frutos de fresa, avellana; los de roble, haya y encina, salvo en los terrenos acotados; y piedras suelta de cal, leña para quema inmediata. Pueden también construir pocilgas para sus ganados, solicitándolo previamente al Presidente de la Junta que ordenará el día que se puede hacer, dando aviso a los guardas para que se hagan en su presencia y sin abusos. Hecha la pocilga, para lo que deberá pagar la leña que utilice, no podrá deshacerla y llevarse la leña con que la hizo; sin embargo, mientras no se haya destruido por causas naturales, podrá mantener guardar sus ganados (arts. 61-63).

### Subastas
La Junta puede subastar los siguientes productos:
- la cosecha de roble, encina y haya cuando la Junta considere que es abundante y acote terreno en que haya pasto de modo que en él no podrá entrar el ganado -excepto el de cerda- ni recoger los vecinos el fruto a mano.
- la lena resultante de la poda o rasgada por vientos o tempestad
- -arbolado para nivelar el presupuesto, debiendo contar siempre con permiso de la Diputación; cuando la venta es para carbón, el que lo adquiere podrá fabricarlo en la sierra, pero situando las carboneras a treinta metros de cualquier árbol, arbusto, o maleza que pudiera ocasionar incendio